# 金韵梅
金韵梅（1864年4月4日—1934年3月4日），又作金雅妹，英文名字一般拼为Yamei Kin、Chin Ya-mei、Jin Yunmei或Y. May King，浙江宁波鎮海人氏，醫生、醫院管理者，教育家和營養專家，早期西醫學家，是中國西式護理先驅，成長於中國、在美國接受教育。其為第一位在外国获得大学学位(MD)的華人女性，在天津主持創立在華的第一所官办女子医学院校即公立護士學校，和第一所公立婦產科醫院事務長達八年（1907～1915），曾在美國、日本、中國行醫。晚年多從事慈善事業，曾支持北平香山慈幼院的工作和資助楊崇瑞女士創建國立第一助產學校清河鎮實習基地 。在一戰時期，因她曾向美國農業部推廣豆腐食用技術，被認為是最早將豆腐等豆製品介紹給美國人的華人，而受矚目。金回中國後在北京定居，積極參與教育和慈善活動。 因肺炎於1934年逝世，享年70歲，臨終前將自己的房產，土地，存款書籍捐贈給燕京大學和天津木齋學校。

## 家世背景
金韵梅1864年4月4日生于浙江宁波。她的父亲金麟友（他的名字还有其他说法）是美北长老会牧师，母亲也是一名基督徒。父母在她两岁时因为霍亂相继离世，之後其被宁波的美北长老会传教士麦嘉缔夫妇收养。
1870年，麥加梯博士前往大清駐日本公使館協助處理事務，金雅妹同行，成為第一位留日華籍女學生，其在日本接受良好的中等教育。

### 進修經歷
1872年至1880年间，麦嘉缔主要在日本工作。1880年，为了金韵梅的教育，麦嘉缔辞去在日本的工作，带她回到美国。1882年，金韵梅进入纽约妇幼医院（New York Infirmary for Indigent Women and Children）附属女子医学院（该医学院后来于1899年并入康奈尔大学医学院）学习，1885年，她以第一等的成绩毕业，成为首位在海外获得学位的華人女性。毕业后，她在纽约育婴院(New York Infant Asylum)位于弗农山的分院工作数月，又赴宾夕法尼亚女子医学院参加一个进修课程。之后，她在位于华盛顿（麦嘉缔当时在此工作）的美国国家博物馆做显微摄影的研究，1887年于《纽约医学杂志》（New York Medical Journal）發表〈組織學的顯微攝影（The Photomicrogra-phy of Histological Subject）〉 一文，探討顯微鏡技術，引起美國醫學界的關注和好評。

## 职业生涯

### 早年
1887年，金韵梅和麦嘉缔夫妇一起来到厦门，她在那里作为美国归正会的医疗传教士工作。不过，由于受到其他传教士的排挤及不适应当地的环境，第二年她便辞职离开，到日本神户調養。1889年，她开始作为监理会医疗传教士在神户工作，1890～1894年（一说1893年）开设妇幼诊所並繼續調養所患瘧疾，在横滨与曾在中国生活的葡萄牙人伊波利图斯·埃萨·达·席尔瓦（Hippolytus Laesola Amador Eca da Silva）结婚。1895年，金韵梅在檀香山生下一子，英文名Alexander。1896年，一家人到美国旧金山生活。1902年，因不满丈夫，金韵梅离开了他，1904年，两人正式离婚。离开丈夫之后，她巡迴美國各地，展開有關中國文化、女性和醫學等方面的講演，曾為洛杉磯縣醫學會作演講，也到過卡內基音樂廳進行同一活動。她曾在Overland Monthly (1902)發表文章介紹檀香山唐人街，和在《紐約論壇報》（1904）撰文介紹大豆。1904年其曾參加在波士頓舉行的一次國際和平會議，作為會議的十七名副主席之一，並有在關於種族關系和弱勢民眾受到的壓迫的分會上作主題演講，並向美國觀眾介紹了當時大清境內進行的改革運動。

### 監理津門女醫

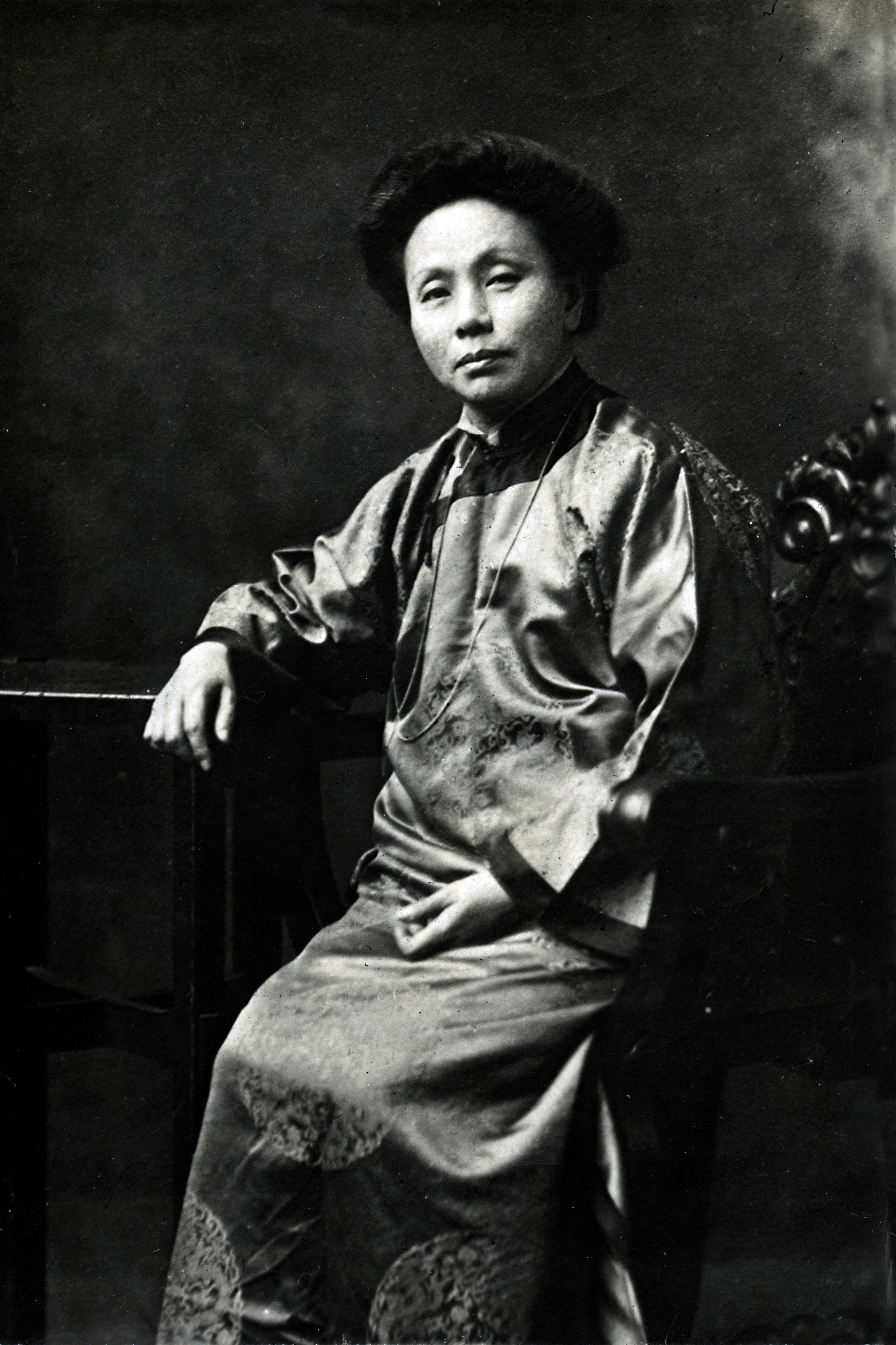
金韵梅 (1914)

1905年，金韵梅回到中国。受蔡元培等人1906年起提倡女學之惠，她於1907年獲天津政府聘請為北洋女醫院（即水閣醫院）院長。1907年，直隶总督袁世凯邀她到天津开办女医学堂，並令天津海關撥銀2萬兩，委托長蘆鹽運使張鎮芳督辦，創建北洋公立女醫院（局）附設北洋（長蘆）女醫學堂，金在當地擔任籌建女醫院和護士訓練項目的監理人，也成為中國護理教育的開拓者，時美國總統羅斯福也曾寫信給袁世凱，為金提供過幫助。1908年9月，北洋女医学堂正式开学，1905年成立的北洋女医局也搬到此处，由金韵梅统管。1908年她又主持天津醫科學校，親自執鞭任教，潛心致力於醫學教育事業。辛亥革命後1912～1913年，醫院和學堂經費困難，或拖延或縮減，金靠社會捐資自減薪水維持運轉，至1914年基本停止。後因洪宪帝制失敗，當局亦停付醫院和學校經費，導致金無法維持經營，便於1915年:396辭職赴美。1916年，醫局和女醫學堂重開改為官商合辦，改由嚴范蓀、李琴湘等組建董事會，募集資金繼續此業，醫院由康愛德主持，彼時金繼續留在美國研究食品和營養問題。

### 調研食品應用
她在一戰時期於美國農業部工作，專注於大豆的營養及其他應用的研究，向美國食品科學家們介紹了豆腐的應用。第一次世界大戰美軍參戰後，食品供給不足問題突出，美國農業部為此任命金到中國進行調研，以便美國更好地利用大豆，據當時傳媒記錄，對金的任命是美國政府首次「賦予一位中國人如此大的權力。」金在中國期間也前往各地詳細了解大豆和豆製品的生產過程，還和當地政府與農戶洽談，將大豆出口至協約國。此外，她還幫助中國農戶向美國專家學習先進的棉花種植技術。金回到美國時，也將大豆的食用價值在美國做了初步的介紹，並於農業部實驗室研究各種大豆製成食品，同事們稱她的研究是「中國奶酪」，她的多項研究成果之後都被美國農業部採納。據沃爾特·施溫格（Walter T. Swingle）在《我們的農業受益於亞洲之處》（Our Agricultural Debt to Asia）提到，金於1917～1918年間曾在紐約市為農業部建立一個大豆生產工廠，希望向附近營地訓練的士兵提供豆腐以增加不同的營養價值，當時她還甚至為一群軍官提供了一頓完全由大豆做的菜肴。
1918年，金韵梅的儿子在第一次世界大战中战死，以Alexander A. Kin之名安葬於阿靈頓國家公墓。后金回到北京定居。

## 晚年和身後紀念
1934年2月，金因患肺炎在北京协和医学院住院治療。留院期間她將自己積蓄捐贈出去，將其在北京寓所（東裱褙胡同61號），計一大一小兩套建筑及周圍空地（時值15,000元）和現金6,200元捐予燕京大學，將外文書籍150幾卷（約值千元）捐予天津木齋學校。3月4日去世。當時人們在協和醫院禮堂為她舉行一場簡單而動人的葬禮，時燕京大學宗教學院院長劉廷芳作布道演說。
北醫大教授李濤在1934年中文版《中華醫學雜志》20卷第5期，發表“金韻梅醫師事略”作紀念。與她一起工作過的美國著名醫生、林巧稚大夫的老師馬克斯韋爾（J.P.Maxwell）教授撰寫悼文，發表在《中華醫學雜志》（英文版，48卷5期），稱頌金是「技術精通的顯微鏡照相專家、國際醫學界的一位著名專家、偉大而獨特的女性。」，並表示「她是一位經歷了如此之多的痛苦和不幸的女性，孤身一人而又決不因此挫傷銳氣或流露出來；這個世界對她的過去似太無情。更為重要的是，她竟因而為這個國家的孩子和工人的利益做了很多工作，直到她生命的盡頭。」
教育部特授与她捐资兴学一等奖状，刻于她墓碑的背面。金墓碑現存於北京石刻藝術博物館。

## 延伸阅读
- 金韵梅大夫略传 （页面存档备份，存于）
- Overlooked No More: Yamei Kin, the Chinese Doctor Who Introduced Tofu to the West （页面存档备份，存于） – 紐約時報

- Biographical information about Kin Yamei （页面存档备份，存于） at the Soy Info Center.
- James Kay MacGregor, "Yamei Kin and her Mission to the Chinese People" （页面存档备份，存于）, The Craftsman 9 November 1905): 242-249.